# Rue Saint-Laurent (Paris)
Pour les articles homonymes, voir rue Saint-Laurent.
La rue Saint-Laurent est située dans le 10e arrondissement de Paris.

## Origine du nom
Cette rue tient son nom de l'ancien enclos Saint-Laurent qu'elle traverse et de l'église Saint-Laurent toute proche.

## Historique
Cette voie est précédemment appelée « rue Neuve-Saint-Laurent » et antérieurement « ruelle Saint-Denis ».
Elle est indiquée sur le plan de Braun de 1530.
Avant l'ouverture du boulevard de Magenta, la rue Saint-Laurent reliait le couvent des Récollets à l'enclos Saint-Lazare, rue du Faubourg-Saint-Denis, en traversant l'enclos Saint-Laurent.
En 1641, les Filles de la charité de Saint Vincent de Paul (dites aussi sœurs grises) installent leur maison-mère à l'angle de cette rue et de la rue du Faubourg-Saint-Denis.
Le décret du 19 novembre 1855 relatif à l'ouverture du boulevard de Magenta déclare d'utilité publique la suppression de la partie comprise entre le boulevard de Strasbourg et la rue du Faubourg-Saint-Denis.
Durant la Révolution, le faubourg Saint-Laurent porte le nom de « faubourg-du-Nord ».